# Foggy Mountain Breakdown
Foggy Mountain Breakdown ist ein US-amerikanischer Bluegrass-Instrumental-Song, der 1949 von Earl Scruggs geschrieben und 1950 von Flatt & Scruggs and the Foggy Mountain Boys auf Mercury Records veröffentlicht wurde. Der Titel gehört mittlerweile zum Standardrepertoire jedes Bluegrassmusikers.

## Hintergrund
Die Originalaufnahme wurde am 11. Dezember 1949 im Herzog Studio, Cincinnati, Ohio mit der Besetzung Earl Scruggs (Banjo), Lester Flatt (Gitarre), Benny Sims (Fiddle), Curly Secker (Mandoline) und Howard Watts (Kontrabass) eingespielt. 1965 spielten Flatt & Scruggs für Columbia Records eine zweite Version ein.
Eine dritte Version entstand 2001 für das Album Earl Scruggs and Friends an der unter anderem Steve Martin am zweiten Banjo, Albert Lee, Vince Gill, Marty Stuart an der Mandoline, Jerry Douglas am Dobro, Leon Russell an der Orgel und Paul Shaffer am Piano mitwirkten.
1967 wurde der Titel in dem Gangsterfilm Bonnie & Clyde als Hintergrundmusik für Verfolgungsszenen verwendet. In der Folge gelang Foggy Mountain Breakdown ein Charteintritt in den USA und Großbritannien.

## Auszeichnungen
Der Titel erhielt zwei Grammys:
- Grammy Awards 1969: Beste Country-Performance, Duo oder Gruppe – Gesang oder Instrumental.[6]
- Grammy Awards 2002: Beste Darbietung eines Countryinstrumentals[7]

- 1999 wurde die Aufnahme aus dem Jahr 1950 auf Mercury Records, in die Grammy Hall of Fame aufgenommen.[8]
- 2004 wurde der Titel vom Library of Congress als eine von 50 Aufnahmen in das National Recording Registry aufgenommen.[9]

## Coverversionen
Das Lied wurde mehrfach gecovert. Die Plattform cover.info verzeichnete im Januar 2024 insgesamt 27 Versionen des Liedes, auf secondhandsongs.com waren 78 Versionen verzeichnet.

## Chartplatzierungen
| Jahr | Titel Interpretation                                 | Höchstplatzierung, Gesamtwochen, AuszeichnungChartplatzierungen (Jahr, Titel, Interpretation, Platzierungen, Wochen, Auszeichnungen, Anmerkungen) | Höchstplatzierung, Gesamtwochen, AuszeichnungChartplatzierungen (Jahr, Titel, Interpretation, Platzierungen, Wochen, Auszeichnungen, Anmerkungen) | Höchstplatzierung, Gesamtwochen, AuszeichnungChartplatzierungen (Jahr, Titel, Interpretation, Platzierungen, Wochen, Auszeichnungen, Anmerkungen) | Anmerkungen |
| Jahr | Titel Interpretation                                 | US | Country | UK | Anmerkungen |
| ---- | ---------------------------------------------------- | --- | --- | --- | ----------- |
| 1967 | Foggy Mountain Breakdown Lester Flatt & Earl Scruggs | — | — | UK39 (6 Wo.)UK |             |
| 1968 | Foggy Mountain Breakdown Lester Flatt & Earl Scruggs | US55 (12 Wo.)US | Country58 (6 Wo.)Country | — |             |